# Trichoplusia angulum
Trichoplusia angulum är en fjärilsart som beskrevs av Achille Guenée 1852. Trichoplusia angulum ingår i släktet Trichoplusia och familjen nattflyn. Inga underarter finns listade i Catalogue of Life.